# Herbert Reinoß
Herbert Reinoß (* 7. Januar 1935 in Rydzewo (Ełk); † 29. Dezember 2017 in Gütersloh) war ein deutscher Schriftsteller. 

## Leben
Er studierte Germanistik. Ab 1958 war er Verlagslektor in Gütersloh. Er war Programmleiter Belletristik im Bertelsmann Buchclub.

## Schriften (Auswahl)
- Erst, wenn du die Stadt verlassen hast. Kossodo, Genf; Hamburg 1969.
- Frag den Wind und die Sterne. Langen Müller Verlag, München; Wien 1976, ISBN 3-7844-1639-X.
- Wie in alten Liebesliedern. Langen Müller Verlag, München; Wien 1978, ISBN 3-7844-1744-2.
- Ein Sohn Masurens. Langen Müller Verlag, München; Wien 1987, ISBN 3-7844-2138-5.
- Masuren: Märchenland der Kindheit. Langen Müller Verlag, München 1993, ISBN 3-7844-2455-4.
- Licht über Masuren. Langen Müller Verlag, München 2001, ISBN 3-7844-2810-X.